# Etli ekmek
L'etli ekmek,, (également connu sous le nom d'etli pide) est un plat originaire de la ville de Konya en Turquie. Le plat ressemble à une pizza fine et sans bord.
Etli ekmek signifie « pain avec de la viande » en turc. Il est très courant dans les villes des régions centrales de la Turquie. L’etli ekmek peut être acheté dans les boulangeries turques.

## Composition
Le mélange, composé de viande d'agneau ou de bœuf, d'oignon, de tomate et de poivron finement hachés, est étalé sur une pâte mince étirée à la main dans le sens de la longueur sur quelques 90 cm, le tout mis au four et cuit dans les deux sens.

## Types par régions

### Konya
Le pain à la viande de Konya a été enregistré par l'Office turc des brevets et des marques le 9 juin 2017 et a reçu une indication géographique.

Etli ekmek de Konya
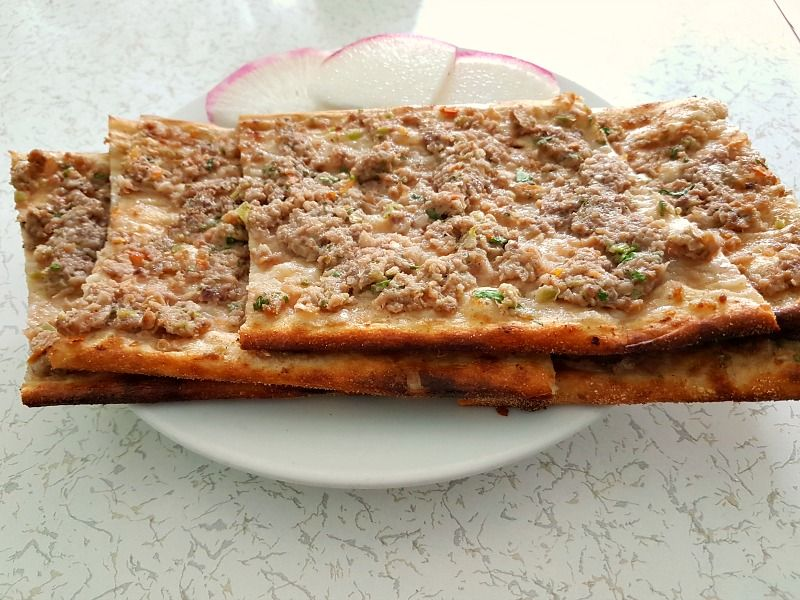
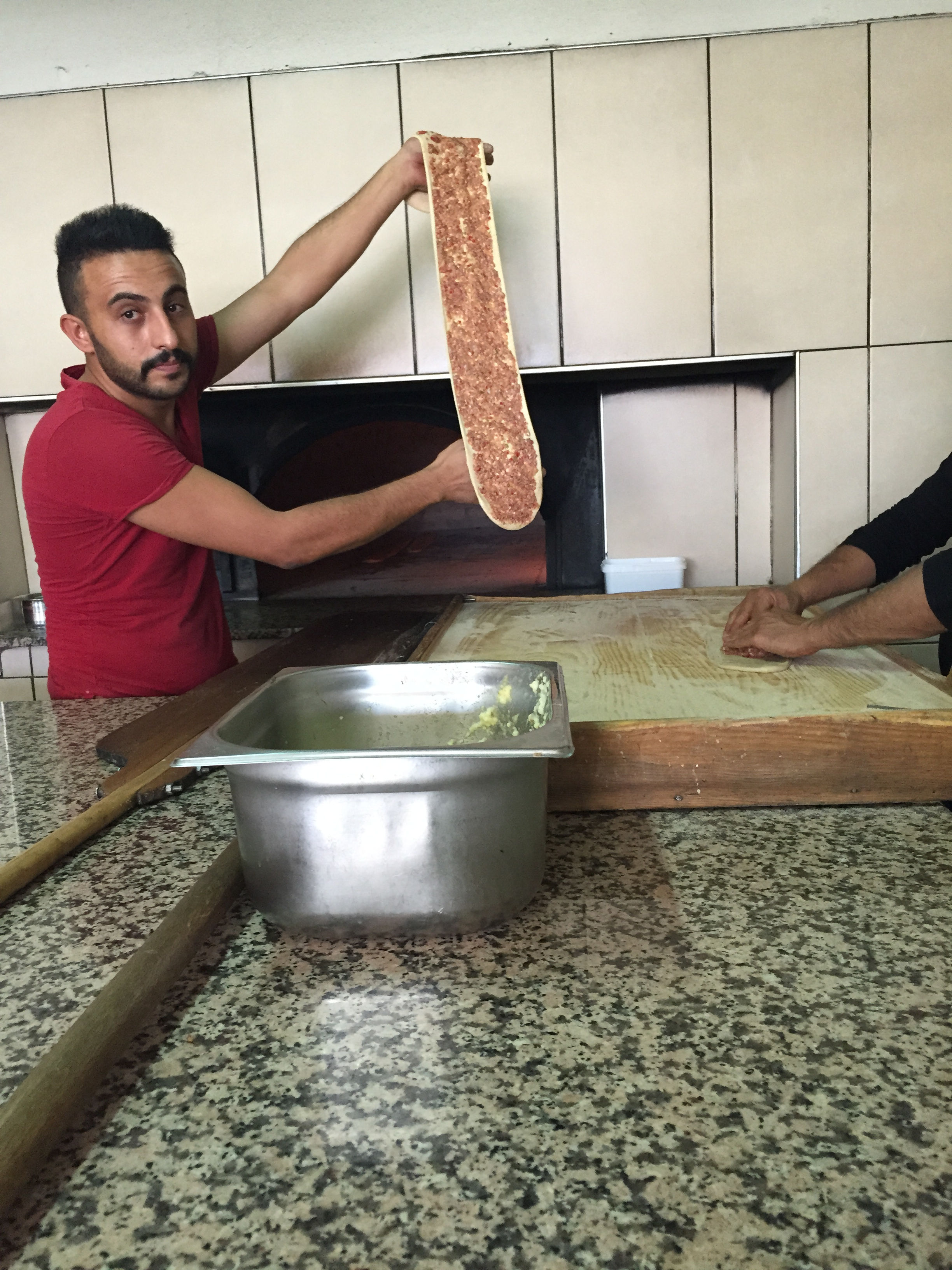

### Sivas
Une demande a été déposée pour enregistrer le pain de viande de Sivas auprès de l'Office turc des brevets et des marques afin d'obtenir une indication géographique.

### Kastamonu Daday
Le Kastamonu Daday a été enregistré par l'Office turc des brevets et des marques et a reçu une indication géographique. Le Daday etli ekmeği est une pita fermée faite en fourrant un mélange de viande hachée, d'oignons et d'épices dans une pâte phyllo finement roulée et cuite au feu de bois,,.